# Oolon
Oolon is een fictief figuur uit de manga Dragon Ball en de anime en Dragon Ball Z-anime.
Oolon is een varken dat van gedaante kan veranderen. Hij kan in elke gedaante veranderen dat hij wil gedurende vijf minuten. 
Hij is de eerste persoon wiens wens vervuld is door de draak Shenlong van de Dragon Balls sinds het begin van de reeks. Hij wenste een slipje.